# Estación Las Martinetas
Las Martinetas es una estación ferroviaria ubicada en la localidad homónima, partido de General La Madrid, Provincia de Buenos Aires, Argentina.

## Servicios
Por sus vías corren trenes de carga de la empresa Ferroexpreso Pampeano.

## Ubicación
Se encuentra a 14 km al este de la ciudad de General La Madrid y a 412 kilómetros al sudoeste de la estación Constitución.